# Liberální internacionála

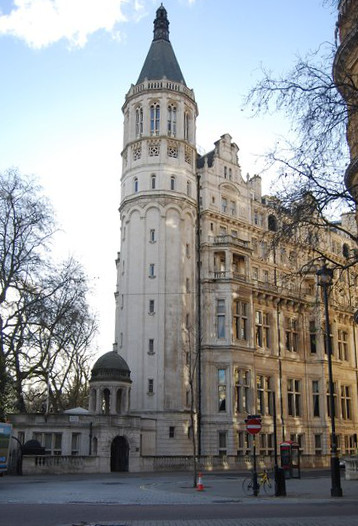
Sídlo liberální internacionály v Londýně

Liberální internacionála (LI) je mezinárodní svaz liberálních stran, založený roku 1947 se sídlem v Londýně. Sdružuje více než 100 politických stran z různých zemí Evropy, Afriky, Asie a obojí Ameriky, které souhlasí s manifestem LI. Politické zaměření je spíše sociálně liberální s důrazem na lidská práva, svobodu podnikání i solidaritu. Žádná strana z ČR není v současnosti členem Liberální internacionály.

## Vznik organizace
Organizace vznikla 14. dubna 1947 pod původním názvem Světová unie liberálních stran v oxfordské Wadham College pod vedením španělského liberála Salvadora de Madariagy, který po Španělské občanské válce působil v exilu. Její vznik částečně navazoval na předválečnou radikální organizaci Mezinárodní ententa radikálních a podobných demokratických stran. Vznik doprovázelo vytvoření Oxfordského manifestu, který byl vytvořen zástupci 16 politických stran z Jižní Afriky, Německa, Rakouska, Belgie, Kanady, Kypru, Spojených států, Finska, Francie, Itálie, Norska, Spojeného království, Švédska, Švýcarska, Československa a Turecka a 3 exilových stran ze Španělska, Estonska a Maďarska. Manifest byl inspirován myšlenkami Williama Beveridge.
V lednu 1949 se v Londýně shromáždili exulanti z Bulharska, Španělska, Estonska, Maďarska, Lotyšska, Litvy, Polska, Rumunska, Československa, Ukrajiny a Jugoslávie a vytvořili Komisi liberálů v exilu, s cílem prosadit věc svobody pro ty evropské národy, které od ní byly zbaveny. V čele této skupiny byli Edward Bernard Raczyński a Salvador de Madariaga.